# Boeing C-32
Boeing C-32 là phiên bản chở khách quân sự của loại Boeing 757, thuộc Không quân Hoa Kỳ. C-32 chuyên chở các lãnh đạo của Hoa Kỳ tới các địa điểm trên khắp thế giới. Khách hàng chủ yếu là phó tổng thống Hoa Kỳ, khi đó nó sử dụng tên hiệu là "Air Force Two", Đệ nhất phu nhân và các thành viên khác của nội các Hoa Kỳ và Nghị viện Hoa Kỳ. Tổng thống Barack Obama, George W. Bush và Bill Clinton có thời điểm đã sử dụng C-32 làm Air Force One.

## Quốc gia sử dụng

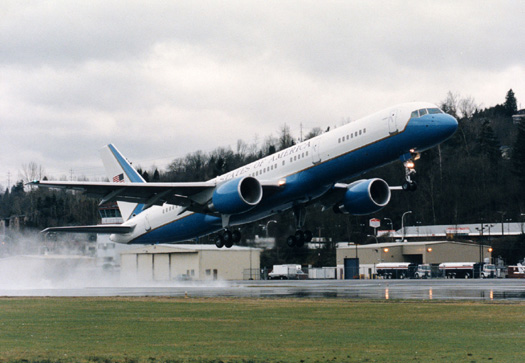
C-32

Hoa Kỳ
- Không quân Hoa Kỳ

## Tính năng kỹ chiến thuật (C-32A)
Đặc điểm tổng quát
- Tổ lái: 16 (với các nhiệm vụ khác nhau)
- Sức chuyên chở: 45 hành khách
- Chiều dài: 155 ft, 3 in (47,32 m)
- Sải cánh: 124 ft, 8 in (37,99 m)
- Chiều cao: 44 ft, 6 in (13,56 m)
- Trọng lượng cất cánh tối đa: 256.000 lb (116.100 kg)
- Động cơ: 2 ×  Pratt & Whitney PW2040, 43.730 lbf (185 kN) mỗi chiếc

 Hiệu suất bay 
- Vận tốc cực đại: 605 mph (Mach 0.8) (968 km/h)
- Tầm bay: 5.650 hải lý (11.100 km)
- Trần bay: 42.000 ft (14.000 m)